# VBJK
VBJK (Vernieuwing in de Basisvoorzieningen voor Jonge Kinderen) is een Belgische organisatie met hoofdvestiging in Gent die zich richt op het ondersteunen van de ontwikkeling van jonge kinderen tussen de 0 en 12 jaar. De organisatie werd opgericht op 12 september 1985.
De medewerkers van de organisatie bieden training, vorming en advies aan professionals die dagelijks in contact komen met jonge kinderen, zoals leerkrachten en kinderbegeleiders. Door middel van onderzoek, praktijkgerichte projecten en het delen van kennis en expertise draagt VBJK bij aan kwaliteitsvolle basisvoorzieningen. 

## Ontstaan

### WOVO
In de jaren 1960 richten professor Remi Baekelmans en zijn echtgenote Tony De Backer een organisatie op: WOVO (Wereldorganisatie voor Vóórschoolse Opvoeding). In die tijd breken nieuwe opvattingen over opvoeden en samenleving door. De organisatie pakte daarom het doel op om een nieuwe pedagogische aanpak te creëren, met meer nadruk op de groei en ontwikkeling van de kinderen. De organisatie publiceerde ook drie jaar lang een tijdschrift. Daarnaast organiseerde WOVO studiedagen en voordrachten.
In 1975 richtte WOVO zich op een ander initiatief: het brengt begeleiders uit kinderdagverblijven, kleuter- en lagere scholen bij elkaar en laat hen hun vragen en ervaringen uitwisselen.

### VCOK
In 1979, het Jaar van het Kind, laat WOVO jonge psychologen en pedagogen de kwaliteit van de kinderopvang in Vlaanderen en Nederlandstalig Brussel onderzoeken. De resultaten waren allesbehalve positief, waardoor het WOVO pleitte voor de oprichting van een permanent vormingscentrum met als doel kinderbegeleiders en onthaalouders bij te scholen. Aangezien de regering geen stappen ondernam, namen professor William De Coster en Willem Welling van de Bernard van Leer Foundation het heft in eigen handen: het WOVO werd VCOK, het Vlaams Comité voor de Opvoeding van het Jonge Kind.
Een team waarin onder andere Sonia Van Ossel, Chris De Kimpe en Jan Peeters zetelen, deden onderzoek, observeerden kinderen en hun begeleiders, namen interviews en enquêtes af, enz. Daarnaast gaf het cursussen en begeleiding en schreven ze rapporten over hun bevindingen.
De Bernard van Leer Foundation was tevreden met de resultaten en introduceerde het idee om een permanent vormingscentrum op te richten dat vanuit Gent werkt aan een kwalitatieve uitbouw van de kinderopvang over heel Vlaanderen. De Coster aanvaardde het voorstel om een nieuwe structuur op te richten binnen de universiteit.

### VBJK
Na onderhandelingen met het kabinet van minister Gezin en Welzijnszorg Rika Steyaert werd op 12 september 1985 een overeenkomst ondertekend. Het VBJK, of voluit Vormingscentrum voor de Begeleiding van het Jonge Kind, is geboren. Het team werd uitgebreid door onder andere Ann Somers, Michel Vandenbroeck en Ingrid De Weerdt. VBJK hield zich bezig met vormingscursussen en projecten en ging op bezoek op de werkvloer. In 1987 verscheen de eerste editie van haar tijdschrift: Kido. Het tijdschrift kende een moeilijke start, maar bereikt uiteindelijk toch de kaap van 1400 abonnees. Daarnaast verspreidde het VBJK ideeën en resultaten door het vrijgeven van boeken, mappen en publicaties.
In 1992 werd meegedeeld dat Kind en Gezin het VBJK financieel zou gaan steunen, waardoor de Bernard van Leer Foundation de financiële steun stopzette en het VBJK voor het eerst op eigen benen stond.

## Verdere ontwikkeling van VBJK
VBJK is doorgegaan met het organiseren van vormingscursussen en bijscholingen. De organisatie groeide uit tot een wetenschappelijk expertisecentrum. De organisatie wordt als specialist erkend in de kinderopvang. Er worden tal van documenten gepubliceerd, zoals handboeken, werkmappen, brochures, tijdschriftartikels en congresbesluiten, waarvan er duizenden exemplaren worden verkocht. Naast de geschreven publicaties houdt VBJK zich ook bezig met de productie van videofilms ter ondersteuning van trainingen en vormingen. Die publicaties verschijnen echter niet alleen in het Nederlands, maar door de nieuwe internationale samenwerkingen worden die vertaald en worden ze ook gelezen ver buiten de Belgische grenzen.
Het documentatiecentrum en het aantal medewerkers groeide en in 1997 was het VBJK genoodzaakt te verhuizen van de Watersportbaan naar Bellevue. Het expertisecentrum spitste zich nu ook toe op diverse andere onderwerpen. De wens om een groter publiek te bereiken werd groot, wat leidde tot de samenwerking met de Amsterdamse uitgeverij SWP. Publicaties werden sindsdien in grotere oplagen gedrukt en ook verspreid in Nederland. Om de reputatie van het tijdschrift Kido wat op te krikken, vond er opnieuw een Nederlands-Belgische samenwerking plaats. Het tijdschrift heet voortaan KIDDO.
Het bleef niet alleen bij samenwerkingen met Nederland, want VBJK bouwde ook een internationaal netwerk op. In 2000 kwam haar online. Drie jaar later verhuisde het VBJK opnieuw, dit keer naar de Raas van Gaverestraat.

## Publicaties

### Boeken en andere teksten
- De school is uit! Een handboek voor medewerkers buitenschoolse opvang – Brants, D., Peeters, J. & Vandenbroeck, M. (1991)
- Respect voor diversiteit: het boek (1998)
- Kinderen in Europa (2001-2016)
- Werken met mannen en vrouwen in een gemengd team (2003)
- Buurtgerichte kinderopvang (2004)
- Flexibele kinderopvang (2004)
- Van Gent naar de wereld – Gielen, M. (2004)
- Pedagogisch management in de kinderopvang – Vandenbroeck, M. (2005)
- Ouderparticipatie. Ook voor vaders! (2006)
- Zin verlenen aan praktijk (2007)
- De warme professional – Peeters, J. (2008)
- Spiegeltje, spiegeltje – Boudry, C. & Vandenbroeck, M. (2008)
- Kinderopvang met sociale functie (2009)
- De boom in! – De Weirdt, H. & Romeijn-Peeters, E. (2010)
- Gepeuter – Boudry, C. & Vandenbroeck, M. (2010)
- Ontvlambare vingers – Boudry, C. & De Weerdt, H. (2010)
- CoRe (2011)
- Diversiteit en sociale inclusie (2012)
- Bouwen aan je eigen draagkracht – Daems, M., Declercq, B., Peleman, B. & Van der Mespel, S. (2013)
- Wanda (2013)
- In verzekerde bewaring – Vandenbroeck, M. (2014)
- Documenteren voor jonge kinderen – Malavasi, L. & Zoccatelli, B. (2016)
- Pathways to Professionalism in Early Childhood Education and Care – Peeters, J., Vandenbroeck, M. & Urban M. (2016)
- Kinderopvang en ouders: partners in opvoeding – Rutgeerts, E. & Vervaet, V. (2016)
- Huis van het Kind In-Zicht – Hulpia, H. & Lambert, L. (2017)
- Ontmoeten is simpel…maar niet altijd gemakkelijk – Geens, N., Hemeryck, I. & Lambert, L. (2017)
- Warm, welkom en wederkerig – De Mets, J., Peleman, B., Seghers, M., Van Laere, K. & Vervaet, V. (2018)
- Kindertijd (tweemaandelijks tijdschrift)
- De blik van de Yeti – Vandenbroeck, M. (2022)
- Inclusie van kinderen met specifieke ondersteuningsbehoeften. Een leidraad voor inclusieve kinderopvang –  Vandenbroeck, M., Van der Mespel, S., Vens, N. & Vervaet, V. (2023)

### Films
- Respect voor diversiteit: de film (1998)
- Samen met een boek (1999)
- Creatief omgaan met kwaliteit (2000)
- Wiegelied voor Hamza. Kinderopvang als ontmoetingsplaats (2003)
- Toowey-Toowey (2006)
- Opvangouders bouwen aan een pedagogiek (2006)
- Childcare Stories (2006)
- Flammable (2008)
- Het verhaal van taal (2009)
- Knopjesman (2013)
- Ubuntu (2015)
- Dat lust ik héél héél graag (2016)
- Over de streep (2017)

### Tools
- Familie. Een vormingspakket om te praten over gezinnen (2002)
- Reflectiewaaier. Omgaan met meertaligheid in de kinderopvang (0-3). Tool voor ondersteuners (2022)
- ILIAS – Inclusief Leiderschap in het Aanmoedigen van Samenwerking (2022)
- Duo-Doebox (2023)
- Dialoogkaarten (2023)